# Glariopsis brasiliana
Glariopsis brasiliana är en tvåvingeart som beskrevs av Lindner 1935. Glariopsis brasiliana ingår i släktet Glariopsis och familjen vapenflugor. Inga underarter finns listade i Catalogue of Life.